# LZ4
LZ4 ist eine freie Programmbibliothek zum Komprimieren und Dekomprimieren von Daten. Der Algorithmus gehört zur LZ77-Familie und wurde von Yann Collet entwickelt. Er ist auf hohe Kompressions- und Dekompressionsgeschwindigkeit ausgelegt.
LZ4 wird von den Dateisystemen ZFS und SquashFS zur On-the-fly-Kompression genutzt, außerdem ist es in Elasticsearch integriert.